# Guineabarbett
Guineabarbett (Trachylaemus goffinii) är en fågelart i familjen afrikanska barbetter inom ordningen hackspettartade fåglar.

## Utbredning och systematik
Guineabarbetten förekommer i Västafrika. Den delas in i två underarter med följande utbredning:
- Trachylaemus goffinii goffinii – förekommer från Sierra Leone till Ghana
- Trachylaemus goffinii togoensis – förekommer från Togo till sydvästra Nigeria

## Status
IUCN bedömer hotstatus för båda underarterna var för sig, båda som livskraftiga.